# Mycena illuminans
Mycena illuminans é uma espécie de cogumelo bioluminescente da família Mycenaceae.